# Malšice
Malšice település Csehországban, a Tábori járásban. Malšice Želeč, Skrýchov u Malšic, Zhoř u Tábora, Stádlec, Sudoměřice u Bechyně, Ústrašice, Černýšovice, Lom, Libějice, Dobronice u Bechyně, Bečice, Dražičky, Řepeč és Slapy településekkel határos. Lakosainak száma 1896 fő (2024. január 1.).

## Népesség
A település lakosságának változását az alábbi diagram mutatja:
| Lakosok száma | 2750 | 2621 | 2336 | 2061 | 1919 | 1840 | 1828 | 1826 | 1818 | 1896 |
|               | 1869 | 1900 | 1921 | 1961 | 1980 | 2011 | 2016 | 2019 | 2021 | 2024 |